# Hradište (district de Partizánske)
Pour les articles homonymes, voir Hradište.
Hradište (hongrois : Sziklavárhely) est un village de Slovaquie situé dans la région de Trenčín.

## Histoire
La première mention écrite du village date de 1533.

## Démographie

### Évolution de la population
| Année:               | 1994. | 2004.   | 2014.   | 2024.   |
| -------------------- | ----- | ------- | ------- | ------- |
| Nombre de personnes: | 1084  | 1033    | 1005    | 980     |
| Différence:          |       | -4,70 % | -2,71 % | -2,48 % |

| Année:               | 2023. | 2024.   |
| -------------------- | ----- | ------- |
| Nombre de personnes: | 983   | 980     |
| Différence:          |       | -0,30 % |